# Bryan Carabalí
Bryan Ignacio Carabalí Cañola (Quinindé, Ecuador; 18 de diciembre de 1997) es un futbolista ecuatoriano. Juega de defensa y su equipo actual es Barcelona Sporting Club de la Serie A de Ecuador.

## Trayectoria

### Inicios
Bryan Carabalí nació en la ciudad de Quinindé, provincia de Esmeraldas, pero junto a sus padres se mudó a vivir a Cuenca desde los nueve años de edad, en aquella etapa ingresó a las categorías formativas del Deportivo Cuenca. Realizó sus estudios secundarios en el colegio nocturno San Francisco de la misma ciudad, tarea que realizaba después de los entrenamientos.
Se inició jugando en las categorías formativas del equipo morlaco, dónde lógra su debut con el primer plantel en el 2015.

### Emelec
El 18 de julio de 2019 tras varias deudas del Deportivo Cuenca con sus jugadores, es contratado por el Emelec. En agosto de 2019 es comprado su pase al 100% de los derechos deportivos y el 90% de sus derechos económicos.

## Selección nacional

### Inferiores
Ha sido internacional con la selección sub-20 de Ecuador.

### Absoluta
En noviembre de 2019 fue convocado a la selección absoluta comandada en ese entonces por el entrenador Jorge Célico para jugar los encuentros amistosos ante Trinidad y Tobago el 14 de noviembre y ante Colombia el 19 de noviembre.

### Partidos internacionales
Actualizado al último partido jugado el 19 de noviembre de 2019.
| \| N.° \| Fecha \| Ciudad \| Rival \| Resultado \| Resultado \| Competencia \| \| --- \| ----------------------- \| ---------- \| ----------------- \| --------- \| --------- \| ----------- \| \| 1. \| 14 de noviembre de 2019 \| Portoviejo \| Trinidad y Tobago \| 3-0 \| Victoria \| Amistoso \| \| 2. \| 19 de noviembre de 2019 \| Harrison \| Colombia \| 0-1 \| Derrota \| Amistoso \| |                         |            |                   |           |           |             |
| N.° | Fecha                   | Ciudad     | Rival             | Resultado | Resultado | Competencia |
| 1. | 14 de noviembre de 2019 | Portoviejo | Trinidad y Tobago | 3-0       | Victoria  | Amistoso    |
| 2. | 19 de noviembre de 2019 | Harrison   | Colombia          | 0-1       | Derrota   | Amistoso    |

## Estadísticas

### Clubes
Actualizado al último partido jugado el 1 de diciembre de 2024.
| Club                       | Temporada     | Liga  | Liga  | Copas nacionales | Copas nacionales | Copas internacionales | Copas internacionales | Total | Total |
| Club                       | Temporada     | Part. | Goles | Part.            | Goles            | Part.                 | Goles                 | Part. | Goles |
| -------------------------- | ------------- | ----- | ----- | ---------------- | ---------------- | --------------------- | --------------------- | ----- | ----- |
| Estudiantes · Ecuador      | 2014          | 3     | 0     | —                | —                | —                     | —                     | 3     | 0     |
| Estudiantes · Ecuador      | Total club    | 3     | 0     | 0                | 0                | 0                     | 0                     | 3     | 0     |
| Deportivo Cuenca · Ecuador | 2015          | 12    | 0     | —                | —                | —                     | —                     | 12    | 0     |
| Deportivo Cuenca · Ecuador | 2016          | 10    | 0     | —                | —                | —                     | —                     | 10    | 0     |
| Deportivo Cuenca · Ecuador | 2017          | 39    | 1     | —                | —                | 2                     | 0                     | 41    | 1     |
| Deportivo Cuenca · Ecuador | 2018          | 42    | 1     | —                | —                | 6                     | 0                     | 48    | 1     |
| Deportivo Cuenca · Ecuador | 2019          | 15    | 0     | 0                | 0                | —                     | —                     | 15    | 0     |
| Deportivo Cuenca · Ecuador | Total club    | 118   | 2     | 0                | 0                | 8                     | 0                     | 126   | 2     |
| Emelec · Ecuador           | 2019          | 13    | 0     | 0                | 0                | 2                     | 0                     | 15    | 0     |
| Emelec · Ecuador           | 2020          | 24    | 1     | —                | —                | 3                     | 0                     | 27    | 1     |
| Emelec · Ecuador           | 2021          | 29    | 0     | 0                | 0                | 7                     | 0                     | 36    | 0     |
| Emelec · Ecuador           | 2022          | 27    | 2     | 1                | 0                | 8                     | 0                     | 36    | 2     |
| Emelec · Ecuador           | 2023          | 17    | 0     | —                | —                | 10                    | 2                     | 27    | 2     |
| Emelec · Ecuador           | 2024          | 8     | 1     | 0                | 0                | —                     | —                     | 8     | 1     |
| Emelec · Ecuador           | Total club    | 118   | 4     | 1                | 0                | 30                    | 2                     | 149   | 6     |
| Barcelona S. C. · Ecuador  | 2024          | 7     | 0     | 0                | 0                | 0                     | 0                     | 7     | 0     |
| Barcelona S. C. · Ecuador  | Total club    | 7     | 0     | 0                | 0                | 0                     | 0                     | 7     | 0     |
| Total carrera              | Total carrera | 246   | 6     | 1                | 0                | 38                    | 2                     | 285   | 8     |
| 1. 2.                      |               |       |       |                  |                  |                       |                       |       |       |